# Wolfeboro
Wolfeboro  est une petite ville située au bord du lac Winnipesaukee, comté de Carroll, dans l'État du New Hampshire aux États-Unis.
En 2010, elle comptait 6 269 habitants.
Le New Hampshire fut le premier État américain à se déclarer indépendant de la Grande-Bretagne en 1774. Proche du Québec, plus du quart de sa population a des racines françaises ou franco-canadiennes, le plus fort taux parmi les États américains.

## Histoire
La ville a été donnée à quatre jeunes hommes de Portsmouth par le gouverneur colonel Benning Wentworth en 1759. Elle fut nommée Wolfeborough en l'honneur du général britannique James Wolfe, héros de la guerre franco-britannique, mort avec Louis-Joseph de Montcalm dans la bataille des Plaines d'Abraham devant Québec le 13 septembre 1759. En 1763, 2 300 acres furent ajoutés aux 60 acres réservés pour le gouverneur. Le Gouverneur Colonel John Wentworth, son neveu, s'établit sur le site nommé aujourd'hui Kingswood. Construit en 1771 près de Lake Wentworth, ce fut la première station estivale du Nord de la Nouvelle-Angleterre.
Wolfeboro est toujours une destination estivale appréciée des familles de Boston et du Sud du New Hampshire. La devise de la ville est « The Oldest Summer Resort in America » (« la plus vieille station estivale d'Amérique »).
Wolfeboro se situe à une quarantaine de kilomètres de Kennebunkport, dans le Maine, lieu de villégiature de la famille Bush.

## Personnages célèbres
- L'actrice Drew Barrymore y possède une résidence d'été.
- L'ancien gouverneur du Massachusetts, Mitt Romney possède une propriété de plus de quatre hectares au bord du lac Winnipesaukee
- L'ancien président de la République française, Nicolas Sarkozy, y passe ses premières vacances d'été en tant que chef d'État.